# Richard Cobden
Richard Cobden (Midhurst, 3 giugno 1804 – 2 aprile 1865) è stato un politico ed economista britannico, fondatore e leader del manchesterismo.

## Biografia
Proveniente da una famiglia di modeste origini contadine, Cobden fu dapprima commesso in un negozio di Londra e poi posto alla direzione, insieme a un fratello, di una manifattura di tele a Manchester. Perfezionò la propria formazione con un viaggio in Egitto, Grecia e Turchia nel 1834, uno in America del nord nel 1835 e un terzo nei principali Paesi europei in Europa. Quei viaggi furono seguiti dalla pubblicazione di Inghilterra, Irlanda e America (England, Ireland and America, by a Manchester manufacturer) , e nel 1836 di Russia.
Nel 1838 fonda insieme a John Bright la Anti-Corn-Law League, che combatterà contro ogni forma di protezionismo e per un totale e completo libero mercato. In questa battaglia sarà accompagnato dall'economista liberale francese Frédéric Bastiat, che seguirà tutto il percorso di incontri e battaglie pubblicando nel 1845 una specie di diario, Cobden et la ligue, ou l'agitation anglaise pour la liberté des echanges testimoniando così la vittoria della lega di Cobden contro i dazi protezionistici sul grano ed altri prodotti che il governo inglese aveva instaurato, impoverendo così tutta l'economia inglese.
Fu eletto per due volte membro del Parlamento, nel 1841 nel collegio di Stockport e nel 1859 in quello di Rochdale.

## Pensiero
Nei suoi scritti Cobden criticò aspramente l'aristocrazia, che riteneva per sua natura avida di guerra e soprattutto criticò l'espansione inglese oltremare.
La critica che mosse nei confronti dell'imperialismo inglese, però, si concentrò soprattutto nel metodo. Cobden infatti non voleva rinunciare alla posizione predominante dell'Inghilterra, ma sosteneva un approccio più economico che bellico. Auspicava che le classi industriose operassero per influenzare il mondo attraverso il mercato, promuovendo "la salutare propensione alla pace".
Cobden chiedeva al governo inglese (ma non solo) l'abbassamento delle tasse, in modo da favorire il commercio, che considerava l'unico mezzo per mantenere la pace. La riduzione delle tasse sarebbe stata bilanciata da una riduzione della spesa bellica.
È il fautore insieme ai commercianti inglesi e scozzesi di una petizione al parlamento, in cui si chiedeva di eliminare le limitazioni statali sul commercio; ciò avvenne nel 1846 in seguito al cosiddetto "Accordo Cobden".
Cobden non fu comunque un pacifista, non escludeva infatti l'uso delle armi nel momento in cui la situazione lo avrebbe reso necessario, sosteneva però che il commercio ne avrebbe scongiurato l'eventualità.

### Scritti di R. Cobden
- Inghilterra, Irlanda e America, 1930
- Russia, 1936

### Fonti secondarie
- Hans Fenske, Il pensiero politico contemporaneo, Bologna, il Mulino, 1996